# Разумовский, Александр Владимирович
Александр Владимирович Разумо́вский (7 августа 1907, Петербург — 4 января 1980, Ленинград) — советский писатель, драматург, сценарист, режиссёр. Член Союза писателей СССР и Лауреат Сталинской премии 2-й степени.

## Биография и творчество
Родился 7 августа 1907 года в Петербурге. Уже в юности писал стихи и прозу, пробовал себя в драматургии. В 1927 году поступил на высшие курсы искусствоведения при Институте истории искусств (ГИИС), позже перевёлся на киноотделение. Тогда же вошёл в литературно-театральную группу «ОБЭРИУ» (Объединение реального искусства), существовавшую в Ленинграде с 1927 по 1930 год, там он подружился с Д. Хармсом, И. Бахтеревым, А. Введенским и  Н. Заболоцким, которые составляли ядро объединения. Обэриуты провозгласили себя «творцами не только нового поэтического языка, но и создателями нового ощущения жизни и её предметов». Группа начала складываться с 1925 года под неофициальным названием «Чинари». Костяк сформировался в 1926 году, когда возникла группа «Левый фланг», в 1927 году взявшая название «Академия левых классиков», а затем — ОБЭРИУ.
"…Было решено, что основную теоретическую часть «Общественное лицо ОБЭРИУ» с определением обэриутского метода напишет Заболоцкий; он же подготовит и более конкретный раздел «Поэзия обэриутов» с характеристикой каждого из поэтов. Бахтереву и Левину было поручено написать раздел об обэриутском театре. Наконец, присутствовала в декларации и глава «На путях к новому кино», написанная новыми для группы людьми — Александром Разумовским и Клементием Минцем (будущим автором популярных радиопостановок из цикла «Клуб знаменитых капитанов»). Даниил Хармс, Кобринский Александр Аркадьевич. Глава вторая. ОБЭРИУ. «ТРИ ЛЕВЫХ ЧАСА» 
 Разумовский и Минц предложили создать в ОБЭРИУ киноотделение и написали маленькую главу для декларации о кинематографе «На путях к новому кино».
24 января 1928 года в ленинградском Доме печати прошло первое публичное выступление обэриутов — «Три левых часа» — состоявшее из трёх частей:
- час первый — выступление поэтов А. Введенского, Д. Хармса, Н. Заболоцкого, К. Вагинова, И. Бахтерева;
- час второй — показ спектакля по пьесе Д. Хармса «Елизавета Бам» (композиция Д. Хармса, И. Бахтерева и Б. Левина, декорации и костюмы И. Бахтерева, роли исполняли Грин (А. Я. Гольдфарб), Павел Маневич, Юрий Варшавский, Е. Вигилянский, Бабаева и Этингер);
- час третий — показ монтажного кинофильма «Мясорубка», созданного Александром Разумовским и Климентием Минцем.

Вёл вечер А. Введенский.
Фильм-этюд «Мясорубка» был экспериментальным и носил антивоенный характер. Александр Разумовский выступил в нём как автор сценария и режиссёр. Для широкого показа картина не предназначалась. Сам фильм до сегодняшнего дня не сохранился, и о его содержании можно судить лишь по воспоминаниям очевидцев (см. воспоминания Лидии Жуковой)
Как известно, Разумовский был назначен ответственным за третий час вечера «Три левых часа», открывавшийся его «вечерним размышлением о кино». После чего был показан их совместный с Климентием Минцем «Фильм No. 1 „Мясорубка“», коллажированный из обрезков кинолент, который «начинался зрелищем очень долго, в течение нескольких минут, идущего на зрителя поезда, импровизационно сопровождавшегося гаммами, которые Бахтерев играл на рояле» (Введенский, I, XXII). «Специальную музыкальную иллюстрацию к фильму» исполнял Джаз Михаила Курбанова. После этого Разумовский отошёл от «левого искусства».  (Даниил Хармс. Дневниковые записи. Ссылки и комментарии)
В 1930 году, после окончания Института истории искусств, Разумовский был направлен на киностудию «Туркменкино». Из-за отсутствия плёнки не удалось снять фильм по его первому сценарию, «Кочевье».
В 1931 году Александр Владимирович вернулся в Ленинград, где занялся журналистикой и вновь пересекся с Игорем Бахтеревым. Они создали много совместных работ — это статьи, очерки, пьесы, книги для детей и юношества. Вместе с Игорем Бахтеревым в 1938 году была написана, а в 1939 году поставлена первая их совместная пьеса «Полководец Суворов», которую высоко оценил Сталин, и у авторов появился могущественный покровитель. Позже Разумовский и Бахтерев написали пьесы «Русский генерал» (1944), «Двойная игра» (1951), «Откровение в бурю» (1962), «Ровно в полночь» (1946) и др. Соавторы иногда подписывались псевдонимом Б. Райтонов, а в соавторстве с Н. Никитиным — под псевдонимом Брайтонов.
В 1949 году по сценарию Александра Разумовского вышел историко-биографический фильм «Александр Попов» о жизни и деятельности русского учёного, изобретателя радио Александра Попова (1859—1905), который, в 1951 году, был отмечен Сталинской премией II степени.
В 1968 году Разумовский принял участие в написании сборника «Звезды немого кино», там он написал главы о своих любимцах — Дугласе Фэрбенксе и Перл Уайт. Был членом СП СССР и автором около 60 сценариев научно-популярных, документальных и учебных фильмов.
Александр Владимирович жил в писательском доме на Широкой (Санкт-Петербург, улица Ленина, 34):
… «театральные» беседы вёл со мной и другой обитатель нашего дома — Александр Владимирович Разумовский. С ним мы разговаривали в ожидании приема к врачу-ларингологу Нине Викторовне Олисовой, которая консультировала в писательской поликлинике… Я знал, что А. В. Разумовский являлся соавтором знаменитой пьесы о полководце Суворове, поставленной во многих театрах страны, но совсем в то время не знал, что этот горбатенький человек, который одиноко жил в своей однокомнатной квартире на первом этаже в соседней парадной, связан со знаменитыми обэриутами, был автором сценариев их киноинсталляций и манифестов… (Александр Чепуров, ректор и профессор кафедры русского театра Российского государственного института сценических искусств) 
Имеются воспоминания об Александре Разумовском и его жене Зиновии Маркиной у Алексея Дмитриевича Симукова в его воспоминаниях [biography.wikireading.ru/250374 «Чертов мост, или Моя жизнь как пылинка Истории: (записки неунывающего)]:
…В общем, спустя немалое время мы прибыли в Ташкент. Встречала нас Зина Маркина. О, это была женщина-динамит, так я её прозвал. Она организовала отправку первого эшелона с нашими семьями, она помогала устройству всех и теперь. По профессии сценаристка, автор сценария известного фильма „Комсомольск“, она легко справлялась с трудностями, обрушившимися на каждого из нас. Тогда молодая, интересная, полная жизненных сил, Зина Маркина привлекала внимание мужчин, и немудрено, что в своё время ею увлекся Саша Разумовский, написавший в соавторстве с Игорем Бахтеревым интересную пьесу „Суворов“, которая шла в Камерном театре…Он был из тех самых Разумовских, потомков брата фаворита императрицы Елизаветы Петровны. Правда, женившись на зубном враче, которая родила ему двух сыновей, Сашу и его брата, их отец несколько „испортил“ кровь. Саша как-то с улыбкой рассказал нам о том, как определённая картавость, полученная его братом-профессором в наследство от матери, привела к инциденту в магазине. Выразив своё неудовольствие по поводу обслуживания, он в ответ получил нелестную реплику о „сынах Израилевых“ в более примитивном выражении, которые „повсюду вмешиваются“. На это возмущённый профессор, грассируя, воскликнул: — Я не евгей, я — ггаф!
Саша же прославился тем, что вёл через всю Москву до своей дачи корову, веткой отгоняя от неё мух. Корову купила Зина, которая стала его женой.
Я жалею, что не видел этой картины. Она достойно вписывалась в нашу бурную жизнь того времени. Ведь Саша был „обэриутом“, то есть членом литературного содружества „Объединение реального искусства“[82]. Шествие с коровой по своей экстравагантности вполне соответствовало поэзии Даниила Хармса, Николая Заболоцкого, было сродни музе Александра Введенского — товарищей Разумовского по этому объединению. Ибо смысл их поэзии был вполне реален, несмотря на причудливость формы. В данном случае — нужно было молоко, молоко находилось в корове, корову необходимо было доставить на дачу — все реально. И ещё — веточка!
Чудесный человек Саша Разумовский! Его далекий предок Грицко Розум прав был, хватаясь, бывало, за свою хмельную голову: „Що за голова, що за розум!“ Причудливый, но вполне реальный разум сохранился у его потомка. Поэтические искания и сопровождение коровы было для него нормальным сочетанием».

## Семья
Жена — Зиновия Семёновна Маркина (1904—1992) — актриса, кинодраматург, член Союза писателей СССР, Союза кинематографистов СССР.

## Сценарии
- 1927 — «Мясорубка»(Фильм N 1), СССР, Ленинградский институт истории искусств, 1927, ч/б. Экспериментально-монтажный фильм-этюд. Режиссёры, авторы сценария: Климентий Минц, Александр Разумовский.
- 1949 — «Александр Попов», СССР, Ленфильм, ч/б, 99 мин. Под назв. «Повесть о русском изобретателе», Госкиноиздат, М., 1944; под назв. «Александр Попов», Госкиноиздат, М., 1951.

## Книги и очерки
- Разумовский А. Бибармейцы. Рисунки П. Кондратьева, М.-Л., Молодая Гвардия 1932 г. 144с. Обычный формат. Посвящается застрельщикам биб-эстафеты — пионерам Ленинграда.
- Разумовский А. Уолес Бири. (Wallace Beery).[Очерк-характеристика]. М.-Л., Киноизд-во РСФСР. Кинопечать, тип. им. Т. Бухарина в Лгр. 1928
- Разумовский А. Ревком в пустыне. [Повесть]. Для средн. и старш.возраста. Л.-М., Мол. Гвардия, тип. «Печатный двор» в Лгр., 1932
- Разумовский А. Дуглас Фербенкс [Текст] / А. В. Разумовский // Звезды немого кино : [сборник] / авт. предисл. Э. М. Арнольди. — М. : АСТ, 2008. — С. 123—144 : фот. (1). . — Другое издательство: Зебра ЕВладимир : ВКТ. — ISBN 978-5-17-054370-0
- Разумовский А. Пирл Уайт [Текст] / А. В. Разумовский // Звезды немого кино : [сборник] / авт. предисл. Э. М. Арнольди. — М. : АСТ, 2008. — С. 145—170 : фот. (1). . — Другое издательство: Зебра ЕВладимир : ВКТ. — ISBN 978-5-17-054370-0
- Разумовский А. «Драматург и театр». «Ленинградская правда», 1954, 8 декабря.
- Бахтерев И., Разумовский А. О Николае Олейникове//День поэзии. Л., 1964. С. 154—159.

## Пьесы (неполный список)
- Разумовский А., Бахтерев И. Русский генерал. Пьеса в 4 д. 7 карт. М., Всерос. упр. по охране автор. прав. Отдел распространения, 1944.
- Разумовский А., Бахтерев И. Полководец Суворов. Драма в 5-ти актах. Л.-М., «Искусство», тип № 2 Упр. изд-в и полиграфии Исполкома Ленгорсовета, 1949. 128 с., 14 см, 5000 экз. 3 р.
- Разумовский А. Под двумя флагами. Драма в 3-х д., 5-та карт. Л.-М. «Искусство», 1958, 102 с.
- Разумовский А., Бахтерев И. «Двойная игра» (1951)
- Разумовский А., Бахтерев И. «Откровение в бурю» (1962)
- Разумовский А., Бахтерев И. «Ровно в полночь» (1946)